# NOAR-Linhas-Aéreas-Flug 4896
Der NOAR-Linhas-Aéreas-Flug 4896 (Flugnummer: N0 4896) war ein Inlandsflug der brasilianischen Regionalfluggesellschaft NOAR Linhas Aéreas vom Flughafen Recife nach Mossoró mit einem Zwischenstopp auf dem Flughafen Augusto Severo in Natal. Am 13. Juli 2011 verunfallte auf diesem Flug eine Let L-410UVP-E20, wobei alle 16 Menschen an Bord ums Leben kamen.

## Maschine
Bei der betroffenen Maschine handelte es sich um eine Let L-410UVP-E20 aus tschechischer Produktion. Die Maschine trug die Werksnummer 2722, erhielt das herstellerseitige Testkennzeichen OK-SLR und wurde im Juni 2010 neu an die NOAR Linhas Aéreas ausgeliefert. Die Let trug das Luftfahrzeugkennzeichen PR-NOB. Das zweimotorige Regionalverkehrsflugzeug war mit zwei Turboprop-Triebwerken des Typs Walter M601E ausgestattet. Zum Zeitpunkt des Unfalls hatte die Maschine eine Betriebsleistung von 2126 Betriebsstunden bei 3033 Starts und Landungen.

## Passagiere und Besatzung
Für den Flug nach Massoró hatten 14 Passagiere in der Maschine Platz genommen. Die Cockpitbesatzung bestand aus einem Flugkapitän und einem Ersten Offizier. Es waren keine Flugbegleiter auf dem Flug vorgesehen.

## Vor dem Abflug
Während der Besprechung vor dem Abflug, erklärte der Kapitän dem Ersten Offizier, dass er die Möglichkeit eines Startabbruchs in Erwägung ziehen würde, falls es beim Startlauf vor Erreichen der Entscheidungsgeschwindigkeit zu einem technischen Defekt kommen sollte und noch genug Landebahnlänge für ein Abbremsen der Maschine zur Verfügung stehen sollte. Er fügte hinzu, dass falls ein Defekt nach Erreichen der Entscheidungsgeschwindigkeit und mit bereits eingefahrenem Fahrwerk auftreten sollte, er den Start fortsetzen würde. In diesem Fall sei es die Aufgabe des Ersten Offiziers, die Instrumente zu überwachen und die oberhalb von 400 Metern Flughöhe vorgeschriebenen Notfallprozeduren durchzuführen. Es würden in einem solchen Fall Kurven in Richtung des funktionsfähigen Triebwerks geflogen werden.

## Unfallhergang
Der Startlauf der Maschine begann um 6:51 Uhr. Kurz nach dem Abheben und nur drei Sekunden, nachdem der Kapitän ein Einfahren des Fahrwerks angewiesen hatte, war ein abnormes Geräusch aus den Triebwerken zu hören. Die Maschine flog 50 Sekunden lang mit ausgefahrenem Fahrwerk weiter, erst nachdem der Kapitän zum vierten Mal seine Anweisung wiederholte, fuhr der Erste Offizier das Fahrwerk ein. Die Piloten waren sich während des Startlaufs nicht einig, wie sie verfahren sollten. Nachdem er einen Triebwerksschaden diagnostizierte, wiederholte der Erste Offizier dreimal, dass der Start abgebrochen werden sollte und äußerte, dass die Triebwerksleistung abgenommen habe. Der Kapitän antwortete, dass nicht mehr genug Landebahnlänge zur Verfügung stehe, um die Maschine nach einem Startabbruch abzubremsen.
Der Erste Offizier nahm anschließend Kontakt mit der Flugsicherung auf und meldete Probleme mit einem der Triebwerke. Der Kapitän wies den Ersten Offizier anschließend zweimal an, eine Landung auf Bahn 30 zu erbitten. Auf dem Flughafen Recife gab es zu diesem Zeitpunkt jedoch nur die Bahnen 18 und 36. Dessen ungeachtet, beantragte der Erste Offizier bei der Flugsicherung eine Landeerlaubnis für Bahn 36.
Nachdem er die Landeerlaubnis beantragt hatte, bat der Erste Offizier den Kapitän, die Flugzeugnase abzusenken. Der Kapitän antwortete dem Ersten Offizier, dass er sich beruhigen solle. Kurz darauf veränderte sich das Hintergrundgeräusch im Cockpit deutlich. Der Kapitän wies den Ersten Offizier an, den Propeller von Triebwerk Nr. 1 in die Segelstellung zu bringen.

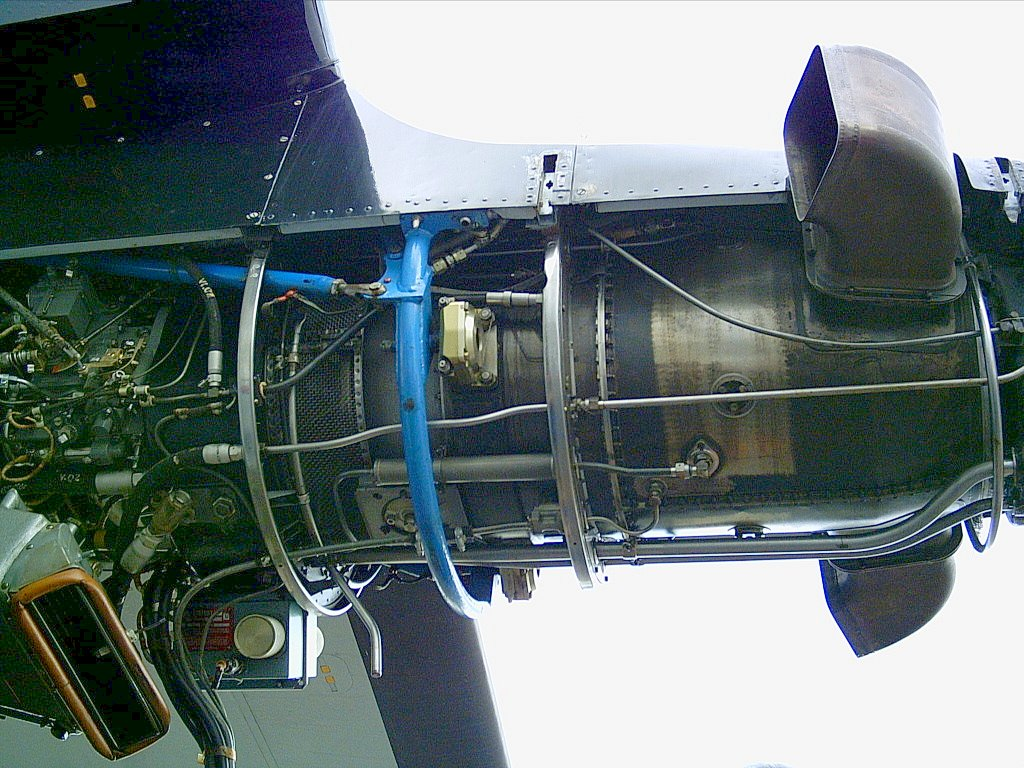
Ein Triebwerk des Typs Walter M601

Der Kapitän wies anschließend den Ersten Offizier an, die Flugsicherung zu kontaktieren. Der Erste Offizier fragte, was er ihnen sagen solle. Der Kapitän befahl ihm, Luftnotlage zu erklären. Der Erste Offizier antwortete: „Wir befinden uns in einer Notlage. Wir haben die Freigabe, auf Bahn 36 zu landen, also los“.
Anschließend waren mehrfach die Meldungen „Don't sink! Don't sink!“ und „Too low, terrain“ zu hören. Um 06:52 Uhr bat der Kapitän den Ersten Offizier erneut, die Propeller des linken Triebwerks in die Segelstellung zu bringen, woraufhin ihm dieser antwortete, dass er das bereits getan hätte. Sieben Sekunden später bat der Erste Offizier den Kapitän, eine Schleife zurück zum Flughafen zu fliegen. Der Kapitän antwortete, dass er dies bereits tue. Zehn Sekunden später verstummten die Warnmeldungen des Bodenannäherungswarnsystems wieder. Kurz darauf, als der Erste Offizier auf einer Flughöhe von 81 Fuß (ca. 25 Meter) ankündigte, das Fahrwerk wieder auszufahren, ertönten die Meldungen wieder. Der Kapitän versuchte die Maschine hochzuziehen. Um 6:53 Uhr äußerte der Erste Offizier „120 Fuß“ (ca. 37 Meter). Anschließend ertönten erneut die Warnmeldungen des Bodenannäherungswarnsystems. Der Erste Offizier wies den Kapitän an, den Schub zu halten, woraufhin der Kapitän entgegnete, dass er bereits vollen Schub gebe.
Der Erste Offizier wies den Kapitän an, die Flugzeugnase nicht allzu sehr anzuheben, um einen Strömungsabriss zu verhindern.
Er fragte den Kapitän anschließend, ob sie nicht auf dem Strand landen wollen, was ihm dieser mit einem barschen „Nein“ beantwortete.
Um 06:53 sagte der Erste Offizier, dass sie sich nur auf einer Höhe von 120 Fuß befänden und dass dies nicht hoch genug sei, um es bis zur Landebahn zu schaffen. Er schlug vor, daher auf dem angrenzenden Sandstrand zu landen. Der Kapitän antwortete, dass sie nicht auf dem Strand, sondern stattdessen auf dem „Feld“ landen würden.
Nach weiteren 13 Sekunden griff der Erste Offizier zum Funkgerät und meldete sich bei der Flugsicherung „NOAR 4-8-9-6 wird... wird eine Notlandung auf dem Strand durchführen... Es ist nicht möglich, die Landebahn zu erreichen... Lande hier im Sand... lande im Sand, das hat keinen...“. Kurz darauf verstummte das Bodenannäherungswarnsystem wieder.
Der Kapitän entgegnete dem Ersten Offizier erneut, dass sie nicht im Sand landen würden und der Erste Offizier rief, dass sie mit Gebäuden zusammenstoßen würden. Ab diesem Zeitpunkt ertönte das Strömungsabriss-Warnsystem und blieb die folgenden 19 Sekunden, bis zum schließlichen Eintritt des Strömungsabrisses aktiv. Zwischenzeitlich aktivierte sich gelegentlich auch das Bodenannäherungswarnsystem.
Um 06:54 Uhr sagte der Kopilot dem Kapitän nochmals, dass er doch „bitte“ auf dem Strand landen möge, worauf dieser grob antwortete, dass er das nicht tun würde.
Der Erste Offizier bestand auf seinem Anliegen, betonte, dass sie es nicht schaffen würden, die Landebahn zu erreichen, woraufhin der Kapitän antwortete: „Genug jetzt! Lass das meine Sache sein!“
Im nächsten Augenblick rief der Erste Offizier zweimal kurz hintereinander, dass es zu einem Strömungsabriss gekommen wäre. Dann verstummte die Aufnahme.

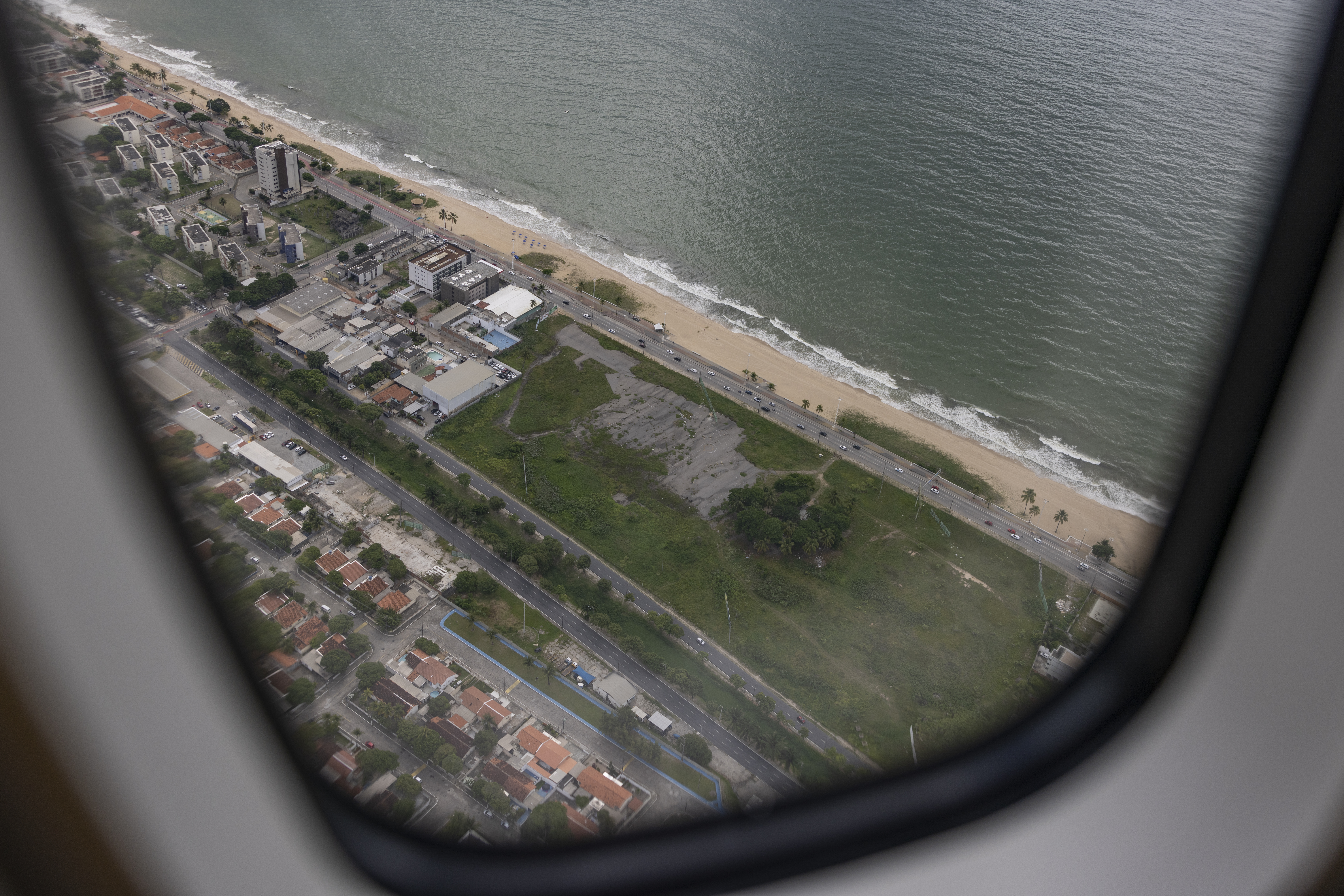
Absturzstelle aus einem Flugzeug heraus gesehen (2022)

Augenzeugen beobachteten, wie die Maschine an Höhe verlor und nach einem steilen Sinkflug in einem Feld in nur 200 Metern Entfernung vom Strand, etwa 1700 Meter hinter der Landebahn aufschlug. Nach dem Aufschlag brannte die Maschine aus. Beide Besatzungsmitglieder und alle 14 Passagiere kamen ums Leben.

## Unfalluntersuchung
Die Unfalluntersuchung kam zu dem Schluss, dass das Erkennen der Gefahrensituation durch den Ersten Offizier die Kommunikation im Cockpit maßgeblich bestimmt habe und dass die Folgen des Unfalls hätten vermindert werden können, wenn der Kapitän die Ratschläge des Ersten Offiziers befolgt und eine Landung auf dem Strand gewagt hätte. Stattdessen war es durch das eigensinnige Handeln des Kapitäns zu einem Zusammenbruch des Crew Resource Managements gekommen.
Die Ermittler kamen zu dem Schluss, dass das Handeln des Flugkapitäns durch ein hohes Vertrauen in die eigenen Leistungen bestimmt war, das aus seiner jahrelangen Erfahrung im Bereich der Luftfahrt resultierte, sowie durch die Ablehnung, Meinungen zu akzeptieren, die nicht seiner eigenen entsprachen.

## Folgen
Nach dem Unfall stellte die erst 2009 gegründete NOAR Linhas Aéreas den Betrieb ein.